# Kanton Choisy-le-Roi
Kanton Choisy-le-Roi (fr. Canton de Choisy-le-Roi) je francouzský kanton v departementu Val-de-Marne v regionu Île-de-France. Tvoří ho pouze město Choisy-le-Roi.